# Eulophia elegans
Eulophia elegans är en orkidéart som beskrevs av Rudolf Schlechter. Eulophia elegans ingår i släktet Eulophia och familjen orkidéer. Inga underarter finns listade i Catalogue of Life.